# Heidelinde Weis
Heidelinde Weis (Villach, 17 september 1940 – aldaar, 24 november 2023) was een Oostenrijkse actrice.

## Jeugd en opleiding
Heidelinde Weis was de dochter van een handelaar en bezocht een handelsschool. Ze speelde als 14-jarige aan het Oostenrijkse schooltheater de titelrol in een bewerking van het sprookje Hans im Glück. Na haar toneelopleiding aan het Max Reinhardt-seminarie in Wenen in 1957 en 1958 behoorde ze van 1959 tot 1960 tot het vaste gezelschap van het Theater in der Josefstadt.

## Carrière

### Als theateractrice
Van 1962 tot 1981 gaf ze gastspelen in het Theater am Kurfürstendamm, in Hamburg, Düsseldorf en in het Theater in der Brienner Straße in München. Bijzonder succesvol was ze in Colombe van Jean Anouilh, maar ook als Isabella in Maß für Maß en als Olivia in Was ihr wollt kon ze overtuigen. Bij de Salzburger Festspiele vertolkte ze Rosetta in Leonce und Lena (1976) en de gravin in Der tolle Tag oder Figaros Hochzeit (1978).
In 1998 voerde ze bij het toneelstuk Nächstes Jahr, gleiche Zeit met Heiner Lauterbach zelf de regie. Later was ze te zien in boulevardtheaters en bij theatertournees.

### Als tv- en filmactrice
Haar bioscoopdebuut had ze in de film Ich heirate Herrn Director (1959), waarin ze een ambitieuze stenotypiste speelde. Bij de film werd ze in 1964 bekend met de rol van de titelheldin in Michael Pfleghars Die Tote von Beverly Hills, aansluitend werkte ze mee in meerdere afleveringen van de Lausbubengeschichten-filmserie naar de verhalen van Ludwig Thoma. In de historische filmkomedie Liselotte von der Pfalz speelde ze de titelrol. Aan het eind van de jaren 1960 verplaatste ze haar werk steeds meer naar de televisie, nadat ze reeds tijdens haar toneelopleiding vanaf 1958 eerste tv-optredens had met de rol van de dochter Gerda in de live-serie Familie Leitner van de Oostenrijkse televisie en in 1963 aan de zijde van Claus Biederstaedt de titelrol speelde in de twintigdelige tv-serie Meine Frau Suzanne. Verder werd ze bekend in de driedelige WDR-tv-film Die Frau in Weiß, de verfilming van een Wilkie Collins-roman, waarin ze onder regie van Wilhelm Semmelroth de dubbelrol speelde van Laura en de witte vrouw.
Naast gastoptredens in de series als Der Alte, Derrick en Ein Fall für zwei speelde ze in de tv-productie Die Erbin (1982) en in Abgehört (1984) onder de regie van Rolf von Sydow. In de tv-serie Schwarzwaldklinik speelde ze in de eerste zeven afleveringen de rol van de arts Dr. Elena Bach, die bij een auto-ongeval dodelijk verongelukte.
Na het overlijden van haar echtgenoot in 1998 was ze naast serieproducties als Das Traumschiff, Rosamunde Pilcher- en Utta Danella-verfilmingen ook weer vaker in Duitstalige tv-producties te zien.

### Als zangeres
In 1975 publiceerde ze haar eerste langspeelplaat So sing ich met zelf geschreven liederen, waarvoor ze werd onderscheiden met de Deutsche Schallplattenpreis van de Phonoakademie Berlijn. Er volgden de albums So ein Narr bin ich (1976) en Träume hatt' ich viel (1979). In 1983 trad ze op in de Münchner Lach- und Schießgesellschaft met het programma Lieder über die Liebe oder was man dafür hält. Bovendien was ze als spreekster bij verschillende hoorspelproducties betrokken.

## Privéleven
Ze was sinds 1960 tot aan zijn dood in 1998 getrouwd met de 21 jaar oudere theaterproducent Hellmuth Duna. Ze ging sindsdien vaak met diens schouwtoneel op tournee. Door de langdurige ziekte van haar echtgenoot, die door haar werd verzorgd, waren haar optredens in het midden van de jaren 1980 zeer zeldzaam. Haar echtgenoot overleed in 1998. Heidelinde Weis woonde in Kärnten. In maart 2016 werd bekend, dat ze aan blaaskanker leed, maar in augustus 2016 werd haar genezing bekendgemaakt.
Weis overleed op 83-jarige leeftijd.

## Onderscheidingen
- 1976: Goldener Bildschirm
- 1976: Deutscher Schallplattenpreis
- 1977: Goldene Kamera
- 1982: Großes Goldenes Ehrenzeichen van het land Kärnten
- 2000: Cultuurprijs van de stad Villach

## Filmografie
- 1960: Ich heirate Herrn Direktor (bioscoop)
- 1960: Familie Leitner (tv-serie, aflevering 1x14)
- 1961: Mary Rose
- 1963: Die Probe oder Die bestrafte Liebe
- 1963: Was ihr wollt
- 1963: Detective Story
- 1963: Der Geisterzug
- 1963: Meine Frau Susanne (tv-serie, 20 afleveringen)
- 1963: Die kleinste Show der Welt
- 1964: Zwei Herren aus Verona
- 1964: Die Tote von Beverly Hills (bioscoop)
- 1964: Die Reise um die Erde
- 1964: Eurydike
- 1964: Die Festung (bioscoop)
- 1964: Lausbubengeschichten (bioscoop)
- 1964: Erzähl mir nichts (bioscoop)
- 1964: Zweierlei Maß
- 1965: Colombe
- 1965: Der seidene Schuh (mini-serie, 4 delen)
- 1965: Mädchen hinter Gittern (bioscoop)
- 1965: Serenade für zwei Spione (bioscoop)
- 1965: Antigone
- 1965: Tante Frieda – Neue Lausbubengeschichten (bioscoop)
- 1966: Liselotte von der Pfalz (bioscoop)
- 1966: Onkel Filser – Allerneueste Lausbubengeschichten (bioscoop)
- 1966: ...und Scotland Yard schweigt (The Man Outside, bioscoop)
- 1967: Der Lügner und die Nonne (bioscoop)
- 1967: Wenn Ludwig ins Manöver zieht (bioscoop)
- 1967: Der Paukenspieler (miniserie, deel 2)
- 1968: Die Geschichte von Vasco
- 1968: Othello
- 1969: Jean der Träumer
- 1969: Liebe gegen Paragraphen
- 1969: Ein Dorf ohne Männer
- 1970: Something for Everyone (bioscoop)
- 1970: Dem Täter auf der Spur (tv-serie, aflevering 4x03 Froschmänner)
- 1970: Die Marquise von B. (tweedelig)
- 1971: Die Frau in Weiß (driedelig)
- 1971: Hallo, wer dort?
- 1972: Der Kommissar (tv-serie, aflevering 4x02 Die Tote im Park)

- 1973: Diamantenparty
- 1973: Vabanque
- 1974: Nie wieder Mary
- 1975: Eine Frau zieht ein
- 1976–1998: Derrick (tv-serie, 3 afleveringen)
- 1977–2002: Der Alte (tv-serie, 4 afleveringen)
- 1978: Eifersucht
- 1978: Ein Sommertagstraum
- 1979: Wo die Liebe hinfällt
- 1979: ...es ist die Liebe
- 1980: Das Fräulein (Gospodjica, bioscoop)
- 1981: Colombe
- 1981: Die Gerechten
- 1982: Washington Square
- 1982: Der Heuler
- 1983: Die Krimistunde (tv-serie, aflevering 9 Der vergessene Hund)
- 1984: Funkeln im Auge
- 1984: Abgehört
- 1984, 1992: Ein Fall für zwei (tv-serie, afleveringen 4x07–4x09, 12x05)
- 1984: Geld oder Leben
- 1985: In Amt und Würden
- 1985: Die Schwarzwaldklinik (tv-serie, afleveringen 1x01–1x07)
- 1986: Quadrille
- 1986: Das Traumschiff – Thailand
- 1986: Acht Stunden Zeit
- 1986: Spätes Erröten
- 1987: Die selige Edwina Black
- 1987: Der elegante Hund (miniserie, aflevering 3 Man tanzt wieder Tango)
- 1987: Flohr und die Traumfrau
- 1987–1990: Das Erbe der Guldenburgs (tv-serie, 20 afleveringen, alleen synchroon)
- 1988: Alte Zeiten
- 1989: Umwege nach Venedig
- 1990: Kann ich noch ein bißchen bleiben?
- 1990: Falsche Spuren
- 1991: Ausgetrickst
- 1991: Auf der Suche nach Salome (zesdelig)
- 1992: Eine phantastische Nacht
- 1993: Eurocops (tv-serie, aflevering 6x05 Flamingo)
- 1993: Das Traumschiff – Südafrika
- 1993: Rosamunde Pilcher – Stürmische Begegnung

- 1993: Nervenkrieg
- 1994: Gabriellas Rache
- 1995: Ein Richter zum Küssen
- 1995: Drei in fremden Kissen
- 1996: Faust (tv-serie, aflevering 2x04 Nachtwache)
- 1996: Drei in fremden Betten
- 1996: Wir Königskinder
- 1997: Haus der Vergeltung
- 1997: Ein Mord für Quandt (tv-serie, aflevering 1x12 Die Schlinge)
- 1999: Am Anfang war der Seitensprung
- 2000: Nicht mit uns
- 2001: Am Anfang war die Eifersucht
- 2001: Sommerwind
- 2003: Lotti auf der Flucht
- 2002: In der Mitte eines Lebens (driedelig)
- 2003: Drei unter einer Decke
- 2003: Fliege kehrt zurück
- 2004: Rosamunde Pilcher – Liebe im Spiel
- 2004: Fliege hat Angst
- 2005: Neue Freunde, neues Glück
- 2005: Heirate meine Frau
- 2006: Typisch Sophie (tv-serie, aflevering 2x03 Auf Treu und Glauben)
- 2006: Glück auf vier Rädern
- 2006: Lilly Schönauer – Liebe hat Flügel
- 2008: Ein Ferienhaus auf Ibiza
- 2008: Liebe für Fortgeschrittene
- 2008: SOKO 5113 (tv-serie, aflevering 34x05 Endstation Hoffnung)
- 2008: Das Traumschiff – Vietnam
- 2008: Utta Danella – Wenn Träume fliegen
- 2009: Nichts als Ärger mit den Männern
- 2009: Vorzimmer zur Hölle
- 2010: Die grünen Hügel von Wales
- 2011: Pfarrer Braun – Altes Geld, junges Blut
- 2011: Utta Danella – Wachgeküsst
- 2011: Das Glück ist ein Kaktus
- 2011: Vorzimmer zur Hölle - Streng geheim!
- 2012: Das Traumhotel – Brasilien
- 2012: Lebe dein Leben
- 2015: Weißblaue Geschichten – Die Partykönigin

## Hoorspelen
- 1975: Unterschlupf (volgens Freda Langton Smith, uit het Engels vertaald door Clemens Badenberg) (als Tammy), Regie: Peter M. Preissler
- 1977: Pelleas und Melisande (van Helmut Peschina naar het stuk van Maurice Maeterlinck) (als Melisande), Regie: Hans Krendlesberger
- 1977: Ein kleiner Totentanz (van Ingeborg Drewitz) (als moeder), Regie: Hans Krendlesberger
- 1977: Gestatten, mein Name ist Cox: Mord ist strafbar (van Rolf Becker) (als Margit Simmons), Regie: Heiner Schmidt
- 1978: Wer weiß, was noch kommt (van Max Kruse) (als Dr. Melanie Ferry), Regie: Dieter Hasselblatt
- 1978: R.U.R. –  Rossum's Universal Roboter (volgens Karel Čapek) (als Helene Glory), Regie: Heiner Schmidt
- 1979: Der Computer-Computer (van Eva-Maria Mudrich) (als mevrouw Brückner), Regie: Heiner Schmidt
- 1979: Paracelsus (volgens Arthur Schnitzler) (als Justina), Regie: Dieter Hasselblatt
- 1982: Othello (volgens William Shakespeare) (als Desdemona), Regie: Hans Hausmann
- 1982: Das Haus hinter der Kirche (volgens Gilles Costaz) (als Maggi), Regie: Klaus Wirbitzky
- 1983: Herbst (volgens James Saunders) (als Kate), Regie: Hans Hausmann
- 1983: Die Selbstmörderin (van Dorothea Macheiner) (als de vrouw), Regie: Arno Patscheider
- 2012: Das kleine Mädchen mit den Schwefelhölzern (volgens Hans Christian Andersen), inbreng van luisterboek "Mutmachmärchen für Frauen mit Brustkrebs"

- Bibliothèque nationale de France: cb17936526t (data)
- Gemeinsame Normdatei: 13619320X
- International Standard Name Identifier: 0000 0000 5761 9294
- Library of Congress Control Number: no2012155656
- MusicBrainz: 88c997cc-526f-4d7e-b141-ca4fd362049c
- Virtual International Authority File: 80580120
- WorldCat: E39PBJwMCc8MhH7dTYVJvk7vHC